# Versöhnungskirche (Völklingen)

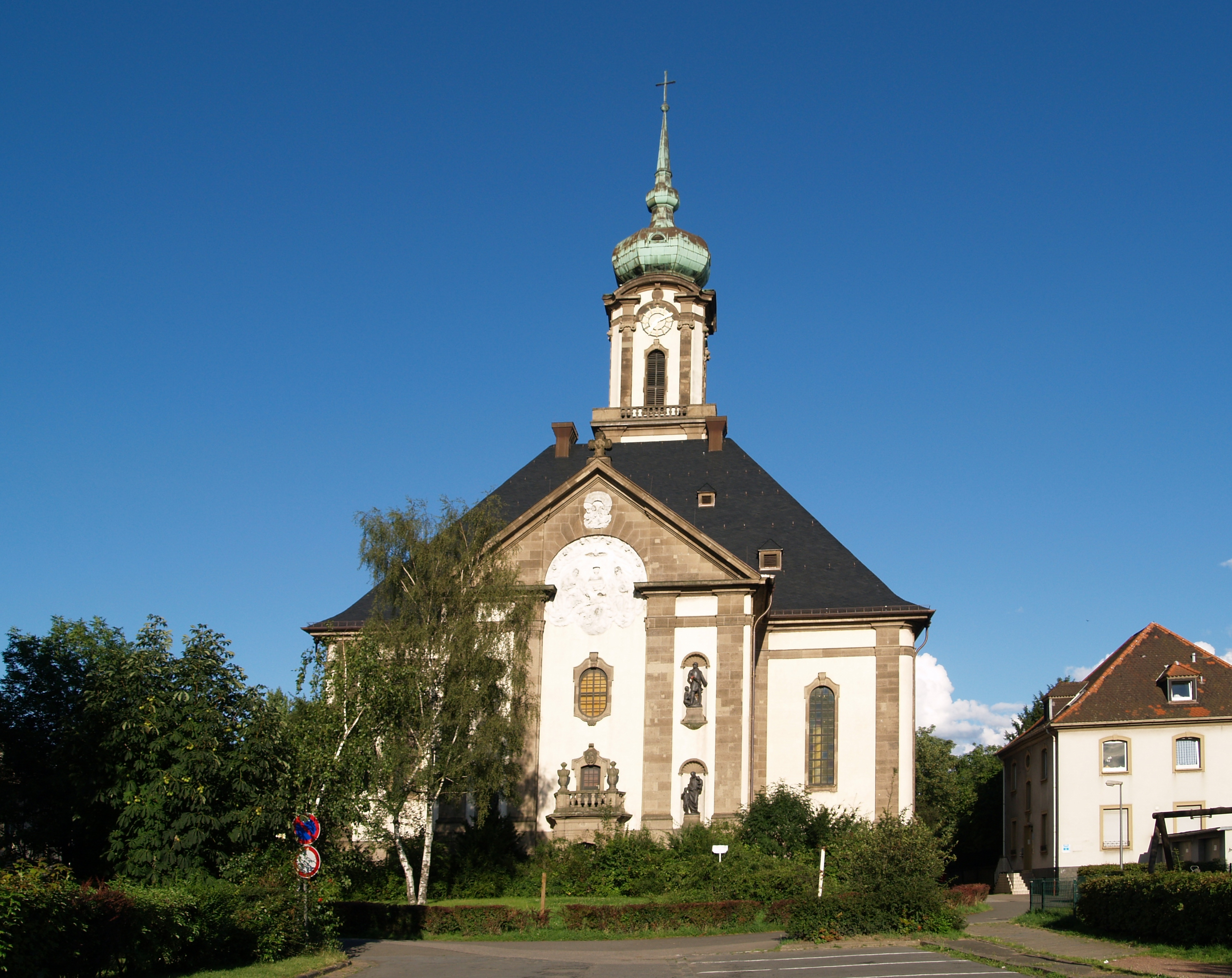
Versöhnungskirche

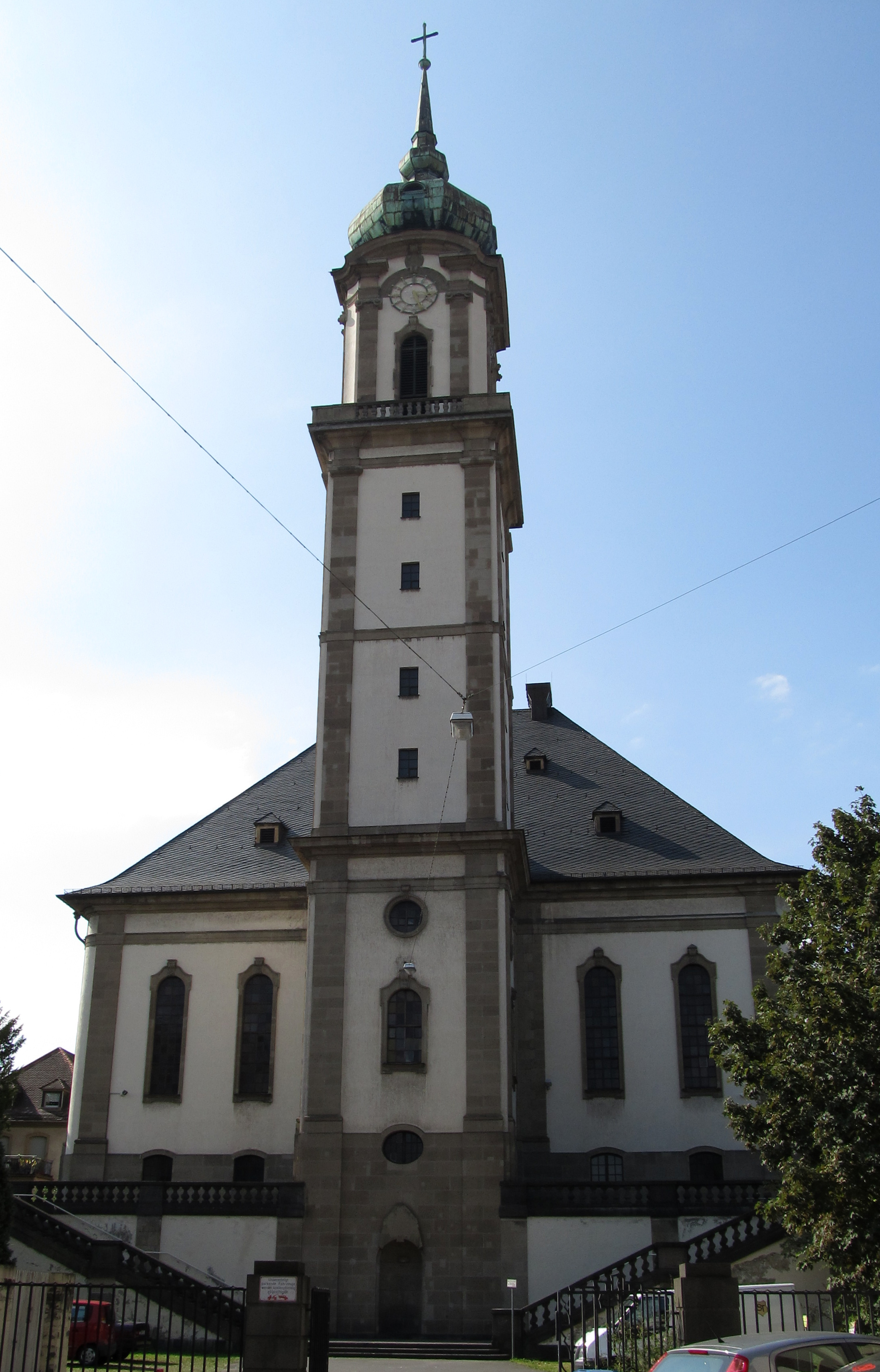
Turmfront der Kirche

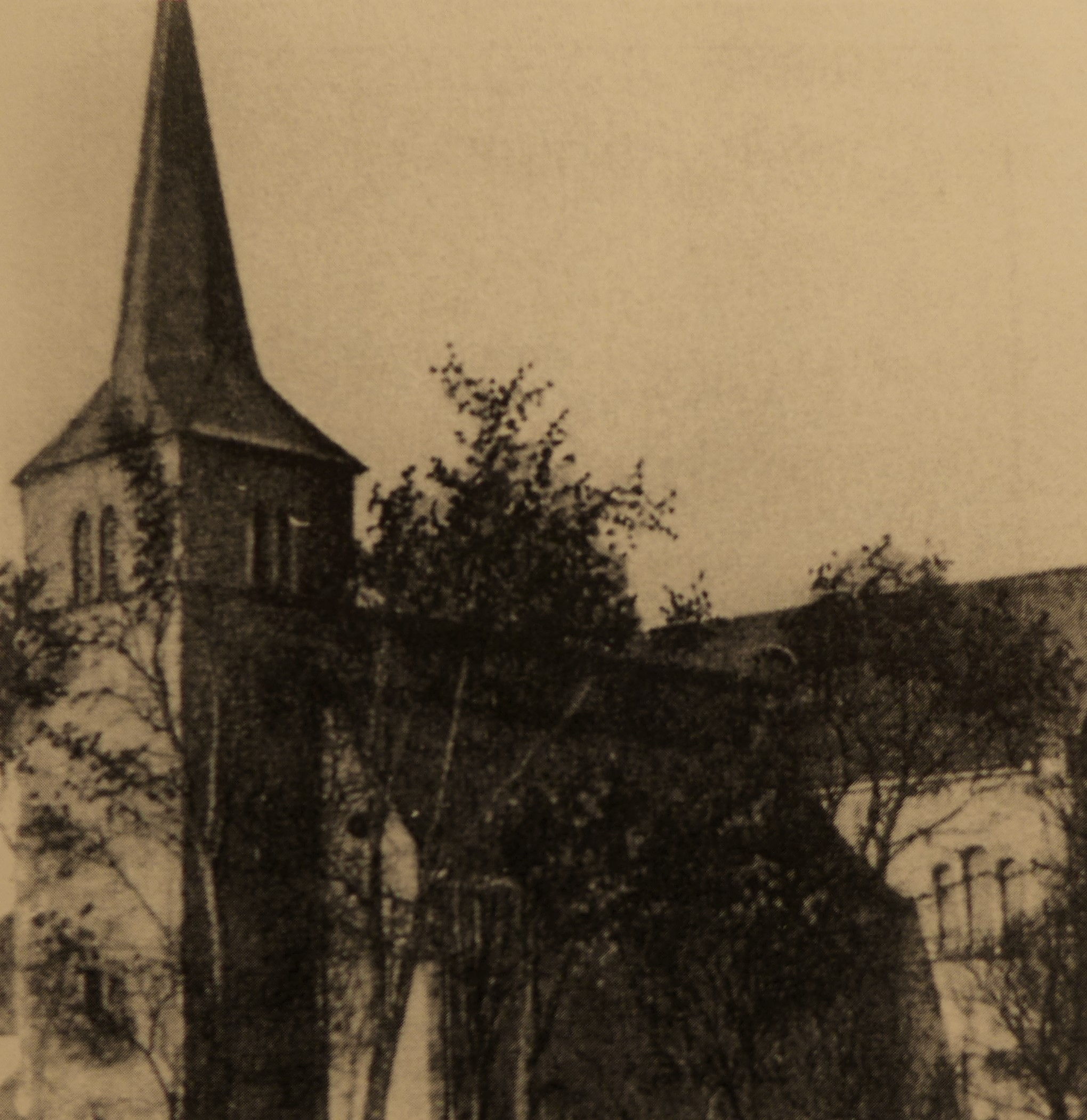
Alte Martinskirche, Äußeres, um 1900

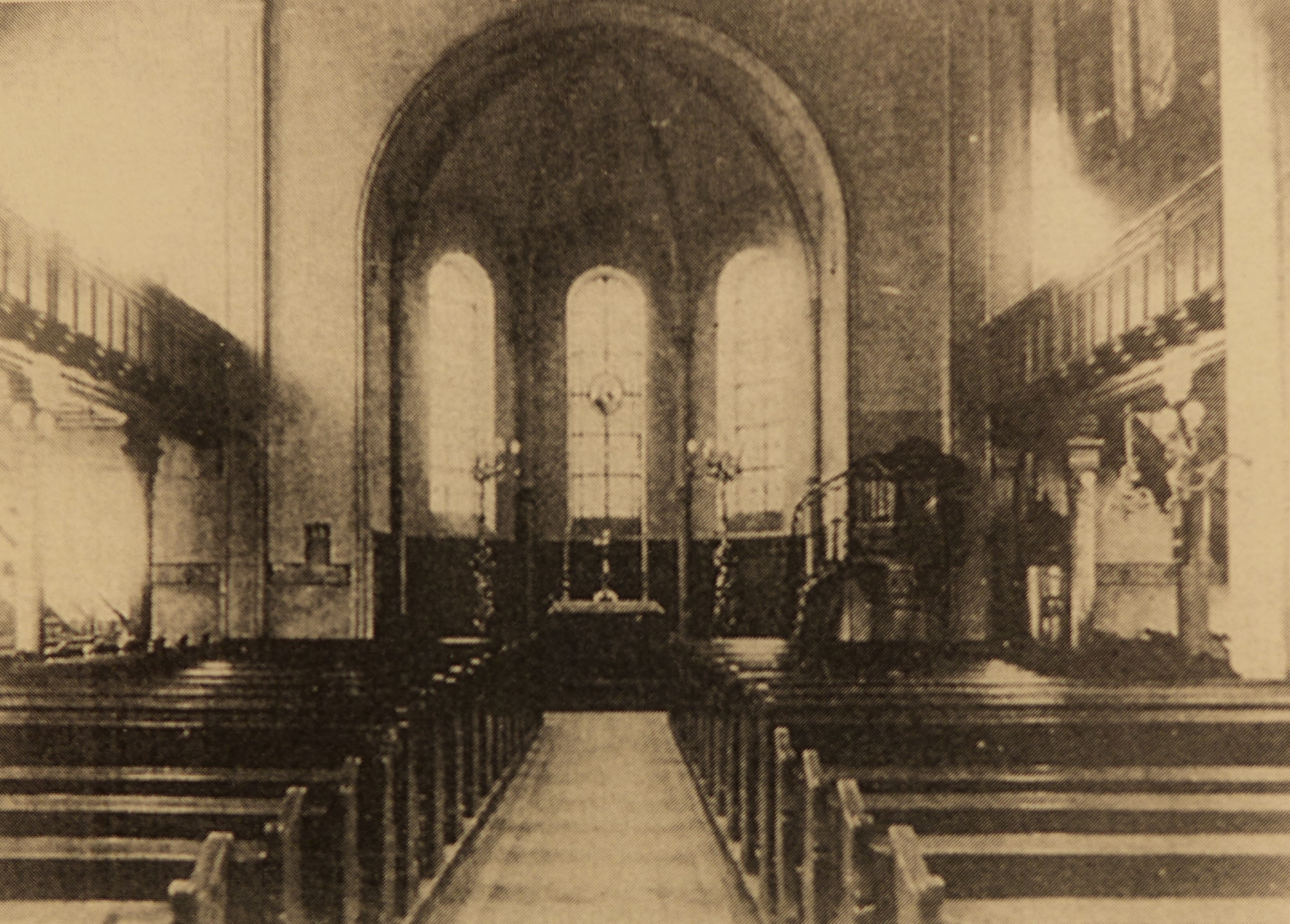
Alte Martinskirche, Inneres, um 1900

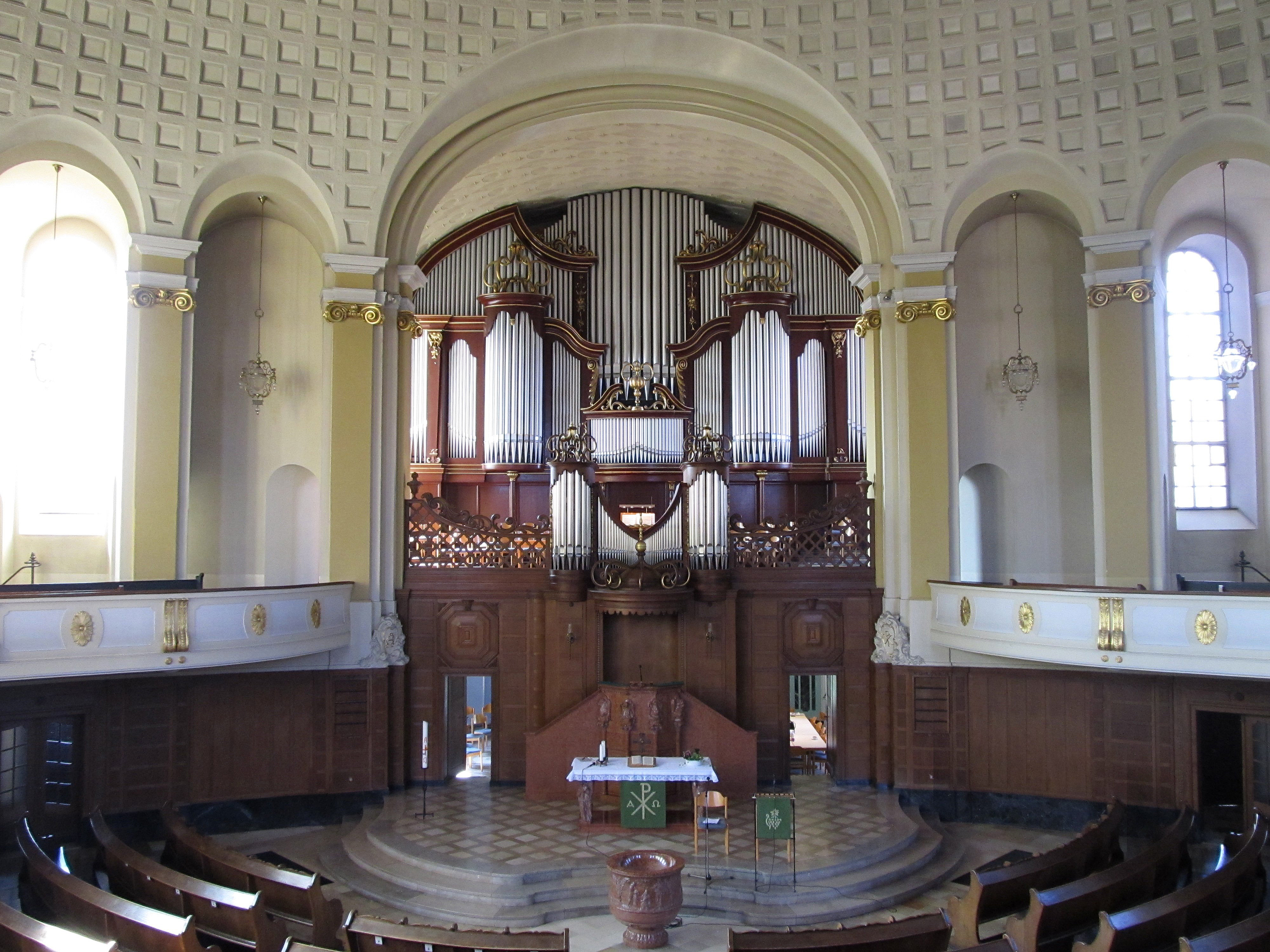
Versöhnungskirche, Blick von der Empore

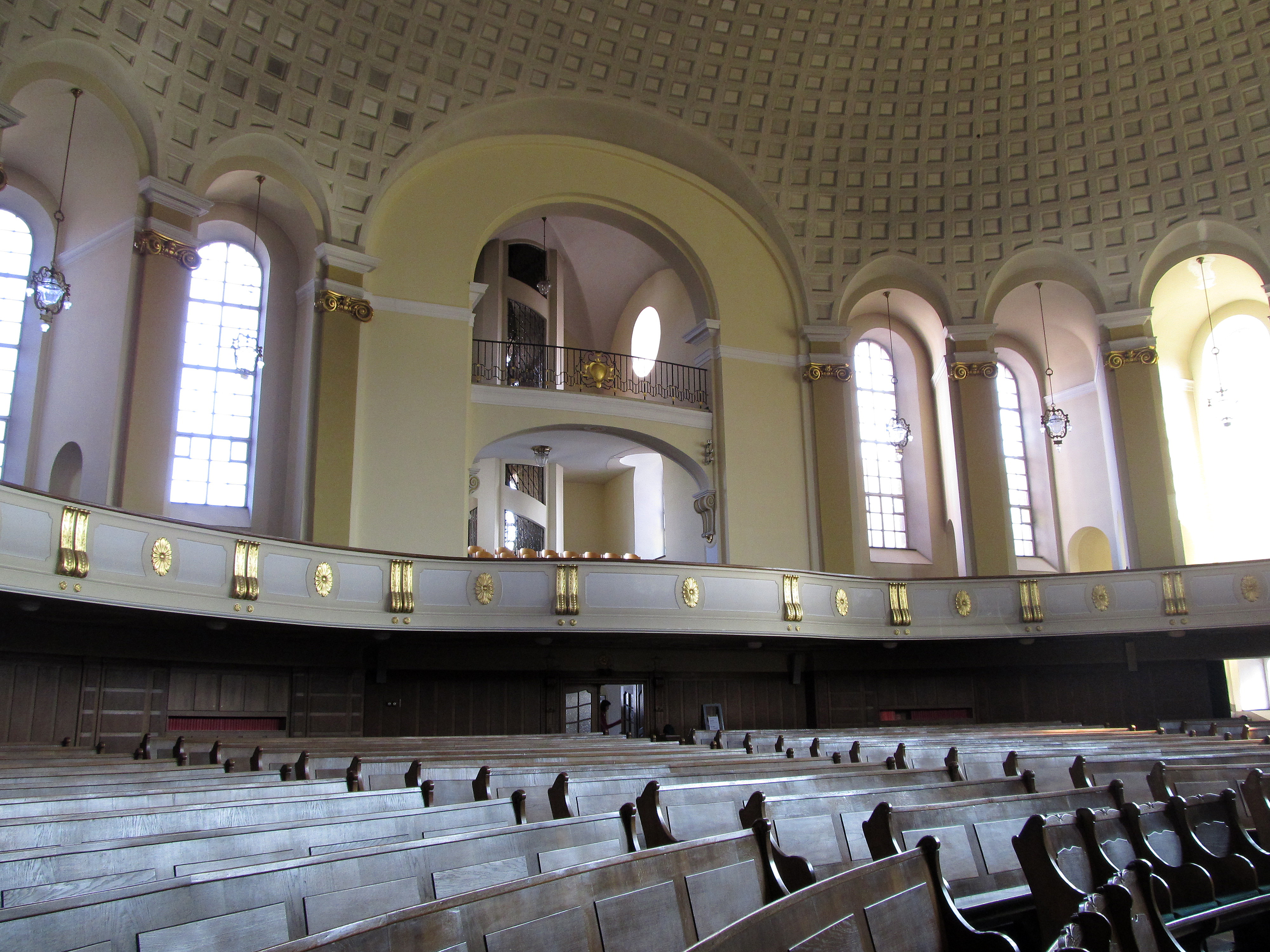
Versöhnungskirche, Blick ins Innere der Kirche

Die Versöhnungskirche im saarländischen Völklingen ist die Kirche der Evangelischen Kirchengemeinde Völklingen-Versöhnung im Kirchenkreis Saar-West der Evangelischen Kirche im Rheinland. Da die Gemeinde jahrelang die einzige evangelische Pfarrgemeinde in Völklingen war, wurde das Gotteshaus zunächst einfach nur Stadtkirche genannt, hieß aber offiziell „Erlöserkirche“. Nach einer Umfrage bei den Mitgliedern der Gemeinde erhielt die Kirche 1968 den neuen Namen Versöhnungskirche. Dies geschah zur Unterscheidung von zwischenzeitlich neu entstandenen evangelischen Kirchen in anderen Stadtteilen von Völklingen. In der Denkmalliste des Saarlands ist die Kirche als Einzeldenkmal aufgeführt.

## Geschichte
Am 12. Februar 1922 wurde die damalige evangelische Kirche Völklingens, die Martinskirche, bei einem Brand zerstört. Bei dem Altbau handelte es sich um eine barocke Saalkirche, die in den Jahren 1737 bis 1738 errichtet worden war. Bis zur Indienstnahme eines eigenen katholischen Gotteshauses im Jahr 1848, der 1912 abgerissenen Völklinger St.-Eligius-Kirche, diente die Martinskirche als Simultankirche für die evangelischen und katholischen Christen Völklingens. Nach 1848 wurde die Martinskirche nur noch von der evangelischen Gemeinde genutzt. Im Jahr 1882 wurde das dreiachsige Schiff, dem ein mittelalterlicher Turm vorgestellt war, um ein ausladendes Querschiff und einen neuen Polygonchor in neoromanischem Stil erweitert. Nach dem Brand von 1922 wurde die alte Martinskirche in den 1930er Jahren abgebrochen.
Die evangelische Gemeinde von Völklingen beschloss daraufhin den Bau eines neuen Kirchengebäudes im Stadtzentrum, der zu einem großen Teil von Hermann Röchling finanziert wurde. Er gab ein Darlehen von 250.000 Reichsmark, zu dem 150.000 Reichsmark der internationalen Regierungskommission des Völkerbundes hinzukamen. Im Rahmen eines Kirchenbau-Basars wurden von der Bevölkerung weitere Mittel aufgebracht. Der Neubau sollte auf Wunsch Hermann Röchlings im Anklang an den „rheinisch-fränkischen Barock“ entstehen. Der Neobarock erlebte in den 1920er Jahren gerade im süddeutschen Raum eine letzte Renaissance. Dem Wunsch Röchlings nach einer historistischen Gestaltung des Kirchenbaus schloss sich auch das Völklinger Presbyterium an. Im Jahr 1925 schrieb man einen Architektenwettbewerb aus, für den 164 Entwürfe eingingen.
Der schließlich ausgeführte Entwurf für das Kirchengebäude stammte von dem Heidelberger Architekten Franz Sales Kuhn, der allerdings bei dem Wettbewerb aus formalen Gründen nicht prämiert worden war. Kuhn orientierte sich vor allem bei der Außengestaltung an der Bautradition der Saarbrücker Ludwigskirche und weiteren Saarbrücker Stengel-Bauten. Kuhns städtebauliche Lösung schuf einen architektonischen Mittelpunkt für die Völklinger Gemeinde.
Vor Ort hatten die Architekten Hans Heinlein und Franz Wagner aus Völklingen die Bauleitung. Die Entwürfe für die Bildhauerarbeiten stammen von Bildhauer W. Rahtz in Heidelberg. Der erste Spatenstich war am 10. Mai 1926, am 4. Juli 1926 erfolgte die Grundsteinlegung und am 13. Mai 1928 wurde die fertiggestellte Kirche eingeweiht.

## Architektur
Der breitgelagerte, neobarocke Querhaussaal ist ein Zentralbau. Er besteht außen aus einem Querrechteck, an dessen Langseiten der hohe quadratische Turm und der ebenfalls rechteckige Chor angebaut sind. Im Inneren ist der Raum als Queroval aus ovaler Pfeilerstellung und umlaufender Empore gestaltet. In den Rechteckzwickeln sind die Treppenaufgänge zur Empore untergebracht. Den Innenraum überfängt eine kassettierte Flachkuppel, dessen Zentrum ein großes ovales Spiegelfeld mit einem Deckengemälde bildet.
Das Äußere der Kirche ist zweigeschossig angelegt und bezieht sich damit auf die Gliederung des Inneren. Die Wandflächen des Außenbaus sind verputzt und weiß gestrichen. Die Sockelzone, die Gliederungselemente, die Tür- und Fensterleibungen sind in hellockerfarbenem Werkstein aus Ettringer Tuff ausgeführt und steinsichtig belassen. Über dem hohen Sockelgeschoss aus großen Hausteinblöcken, das formal auch die Eingangsbereiche mit einbezieht, erhebt sich das stark durchfensterte Obergeschoss. Die hohen Rundbogenfenster haben Ohrenfaschen. Flache, breite Pilaster unterstreichen optisch die Höhendimension des Bauwerks. Weitere Pilaster begleiten die abgerundeten Kanten des Hauptbaus ebenso wie die von Turm und Chor. Ein „Friesgesims“ verkröpft sich unterhalb des Dachansatzes um die Pilaster und verbindet die Bauteile miteinander. Die dabei entstehende Frieszone ist ungegliedert und weiß verputzt.
Der als Mittelrisalit gestaltete Chor, der die Trau- und Taufkapelle sowie die Sakristei birgt, wird durch breite, flache Pilaster dreigeteilt und schließt mit einem nach unten gesprengten Dreiecksgiebel. Die beiden äußeren Wandfelder gliedern je zwei Figurennischen. In den Nischen befinden sich Eisenfiguren von Victor Funk. Das mittlere, breitere Wandfeld zeichnet sich durch einen kleinen Balkon mit Balustrade über dem Sockelbereich aus. Das Giebelgesims wird durch das große Reliefbild unterhalb eines Rundbogens unterbrochen, das die Dreifaltigkeit Gottes versinnbildlicht. Gottvater, Gottsohn und der Heilige Geist in Gestalt einer Taube segnen den Kosmos in Gestalt einer Kugel mit den Tierkreiszeichen und weiteren Gestirnen. Gottvater hält in seiner Linken den kreuzbekrönten Globus. Unterhalb der Heiliggeisttaube befindet sich eine Bibel mit einem Abendmahlskelch darüber. Eine Puttengloriole umfängt die Trinität. Oberhalb des Rundbogens weisen zwei Putten auf eine Banderole hin, die die Bauzeit angibt.
Eine zweiläufige Treppenanlage mit Balustrade erschließt die stadtbildprägende Turmfassade. Der hohe Turm dient zugleich als Portalvorhalle. Die beiden unteren Freigeschosse haben pilasterflankierte Kantenstäbe. Das Glockengeschoss ist über einer Balustrade eingezogen. Die Kanten sind stark abgefast und ebenfalls durch Pilaster betont, die ionisierende Kapitelle tragen. Gesprengte Giebel, Segmentbogenschluss und „Friesgesims“ werden analog zum Hauptbau aufgenommen. Eine kupferne Zwiebelhaube bekrönt den repräsentativen Turmaufbau. Der kräftig ausgearbeitete gesprengte Giebel ist fein architraviert und überfängt das Portal als Segmentbogen.
Der freiere Umgang des Architekten mit neobarocken Formen zeigt sich am südlichen Seitenportal. Die eigentümlichen Säulenschäfte bestehen aus alternierenden dickeren bzw. dünneren Trommeln. Die Kapitellzone lädt nicht aus, sondern die letzte Trommel springt nochmals zurück und nimmt eine runde Abdeckplatte und einen schmalen quadratischen Kämpfer auf. Das hohe Kranzgesims des gesprengten Giebels ist segmentbogenförmig und verkröpft sich seitwärts mit den konkaven Pilastern. Mit dieser detailreduzierenden Interpretation wird die fortgeschrittene Lösung vom Historismus offenbar, während die neobarocke Formgebung sowie die Wahl eines außen kreuzförmig angelegten Zentralraums auf die Ludwigskirche in Saarbrücken Bezug nehmen. Die querovale Völklinger Innenraumorganisation und deren Gestaltung gehen jedoch nicht auf dieses historische Vorbild zurück.
In den Jahren 1953, 1961, 1973, 1984–1985 und 1997 erfolgten Restaurierungen der Kirche. Im Jahr 2003 wurde eine Außenbeleuchtung im Rahmen des „Masterplans Licht“ angebracht, für deren Ausführung Andreas Thiel und Peter Schütz vom Büro für Lichtgestaltung (Saarbrücken) verantwortlich zeichneten. Unter der Leitung des Architekten Hans-Jürgen Stein (Kasel/Trier) wurde die Kirche 2006 bis 2008 wieder einer Restaurierung unterzogen.

## Bauausstattung

### Kircheninneres
Blickfang im Inneren der Kirche ist das elliptische Fresko-Deckengemälde mit dem Titel „Siegeskraft des Kreuzes und Evangeliums“, das 1935 bis 1937 entstand. Es ist ein Werk des Münchener Malers Waldemar Kolmsperger d. J. (1881–1954). Es stellt ein traditionelles christliches Motiv mit ergänzenden Elementen dar: der Tag des Jüngsten Gerichts mit Christus in der Mitte, umgeben von der Völklinger Industrielandschaft mit rauchenden Fabrikschloten, den verstorbenen Mitgliedern der Stifterfamilie Röchling, einem seine Fesseln abstreifenden zur Freiheit aufstrebenden Adler als allegorischem Verweis auf die Rückgliederung des Saargebietes in das Deutsche Reich 1935 sowie der Gruppe derer, die für den Bau verantwortlich zeichneten (Architekten, Pfarrer, Kirchenmeister), zusammen mit einem kleinen Modell der Kirche. Diese letztere Gruppe ist ikonografisch an mittelalterliche Abbildungen adliger Kirchenstifter angelehnt. Referenz für die Kuppelausmalung der Völklinger Versöhnungskirche durch Kolmsperger könnte die aufwändige und umfangreiche neobarocke Gewölbeausmalung der ehemaligen Abteikirche St. Nabor im nahegelegenen St. Avold in Lothringen in den Jahren 1910 bis 1911 durch dessen Vater, Waldemar Kolmsperger d. Ä., gewesen sein.
Im Völklinger Kuppelgemälde sind in der Personengruppe um das Kirchenmodell der Erbauer der Kirche, der Architekt Franz Kuhn, sowie der Innenarchitekt der Kirche, der Völklinger Hans Heinlein, dargestellt. Darüber hinaus sieht man die Völklinger Pfarrer Gustav Zillessen, Max Lentze und Pfarrer Rolle im Ornat sowie die Kirchenmeister Ludwig Sattler und Georg Braun. Der Stifter des Gemäldes hatte die Maßgabe aufgestellt, dass keine zum Zeitpunkt der Ausfertigung lebenden Personen dargestellt werden dürften. Maler Kolmsperger stellte dennoch die damals noch lebenden Architekten dar, da er der Auffassung war, dass diese als Baukünstler unbedingt mit ins Bild gehörten. Der obere der beiden großen Engel unter der ausgestreckten Hand Christi stellt Ilse Rupp dar, deren Vater Schatzmeister der Kirchengemeinde war und sich bei den Planungen zur Kirche stark engagiert hatte. Hinsichtlich der Familie Röchling sind folgende Personen dargestellt: Karl Röchling mit einer Papierrolle in der Hand, an dessen linker Schulter sein Bruder Theodor Röchling (1823–1885). Beide hatten das Völklinger Eisenwerk im Jahr 1881 erworben und zu neuer Größe emporgeführt. Unter der ausgestreckten Hand von Karl Röchling befindet sich die Darstellungen von Richard Röchling und Christian Röchling. Vor Karl Röchling sitzt mit verschränkten Armen dessen Sohn Louis Röchling (1863–1926). Der Geistliche mit Perücke zu Louis’ linker Schulter ist Johann Friedrich Röchling (1836–1814), Pfarrer und Inspektor der evangelischen Kirchen in Saarbrücken, daneben dessen Vater, der Kammerrat Johann Gottfried Röchling (1703–1780). Die übrigen dargestellten Personen haben keine konkreten Vorbilder im Völklinger Gemeindeleben.
Von der Marmorindustrie Kiefer AG (Kiefersfelden) stammen Kanzel und Altar. An der Kanzelvorderseite befinden sich Reliefbilder, die symbolisch die 4 Evangelisten darstellen. Die Altarbibel ist eine Schenkung des Reichspräsidenten Paul von Hindenburg zur Einweihung der Kirche und enthält eine handschriftliche Widmung.
Für die Kassetten der Kuppeldecke zeichneten Wittner & Cie. (Saarlouis) verantwortlich, für die Marmorarbeiten Jakob Biegel (Völklingen) und die Vereinigte Steinmetz- und Bildhauerwerkstätte Saarbrücken und für die Fenster M. Angel & Cie. (Saarbrücken).

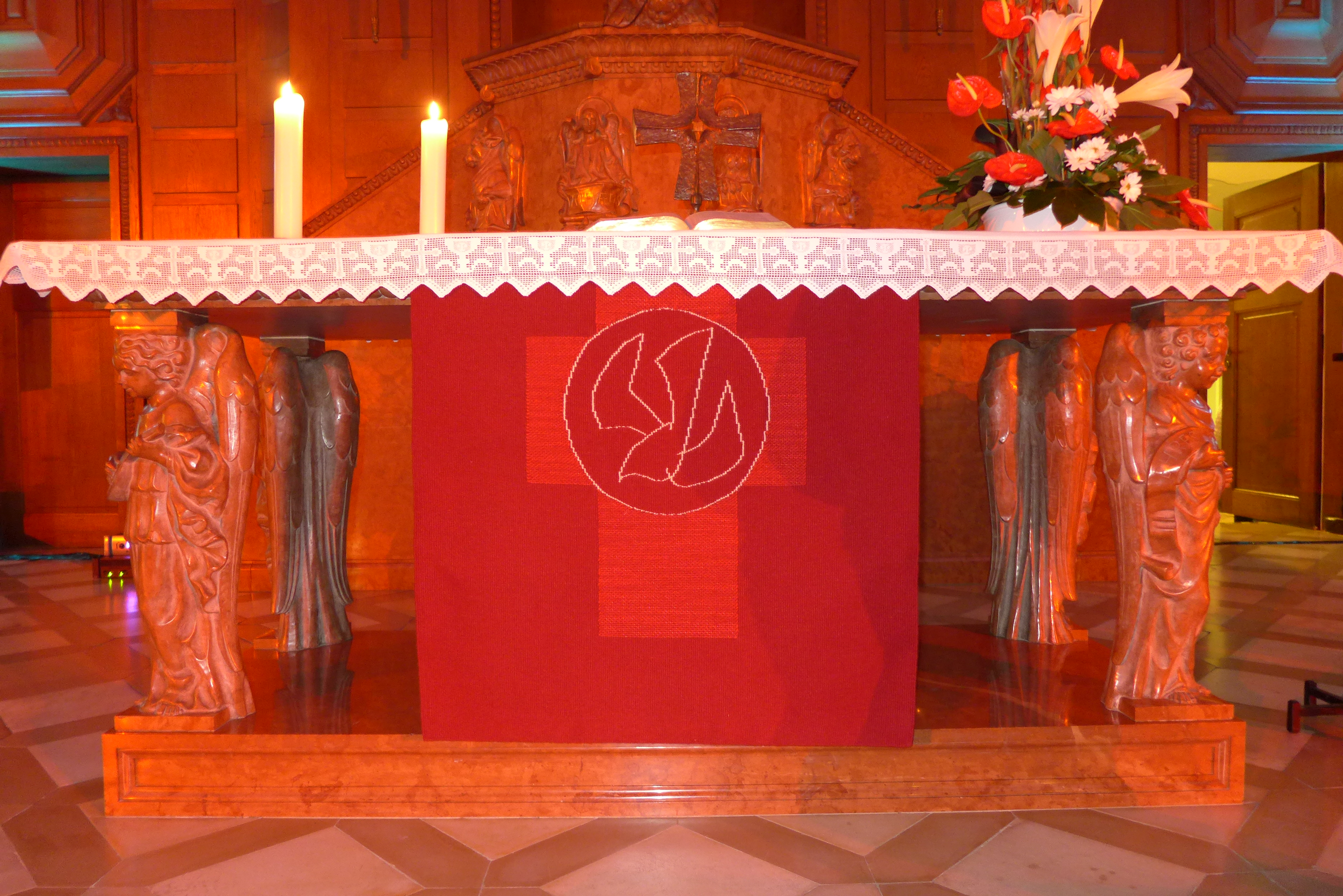
Altar mit Engelskulpturen
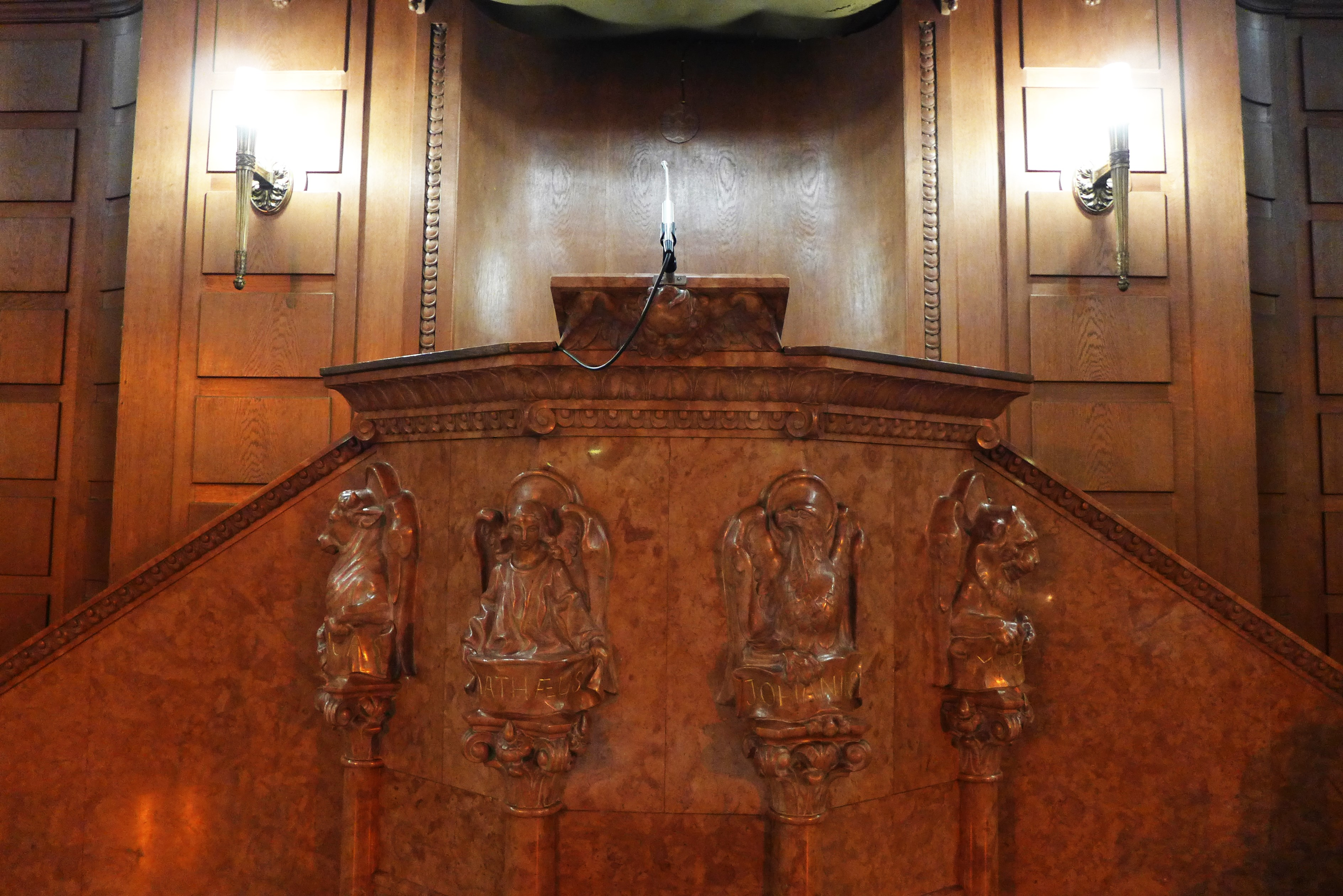
Kanzel mit den Evangelistensymbolen
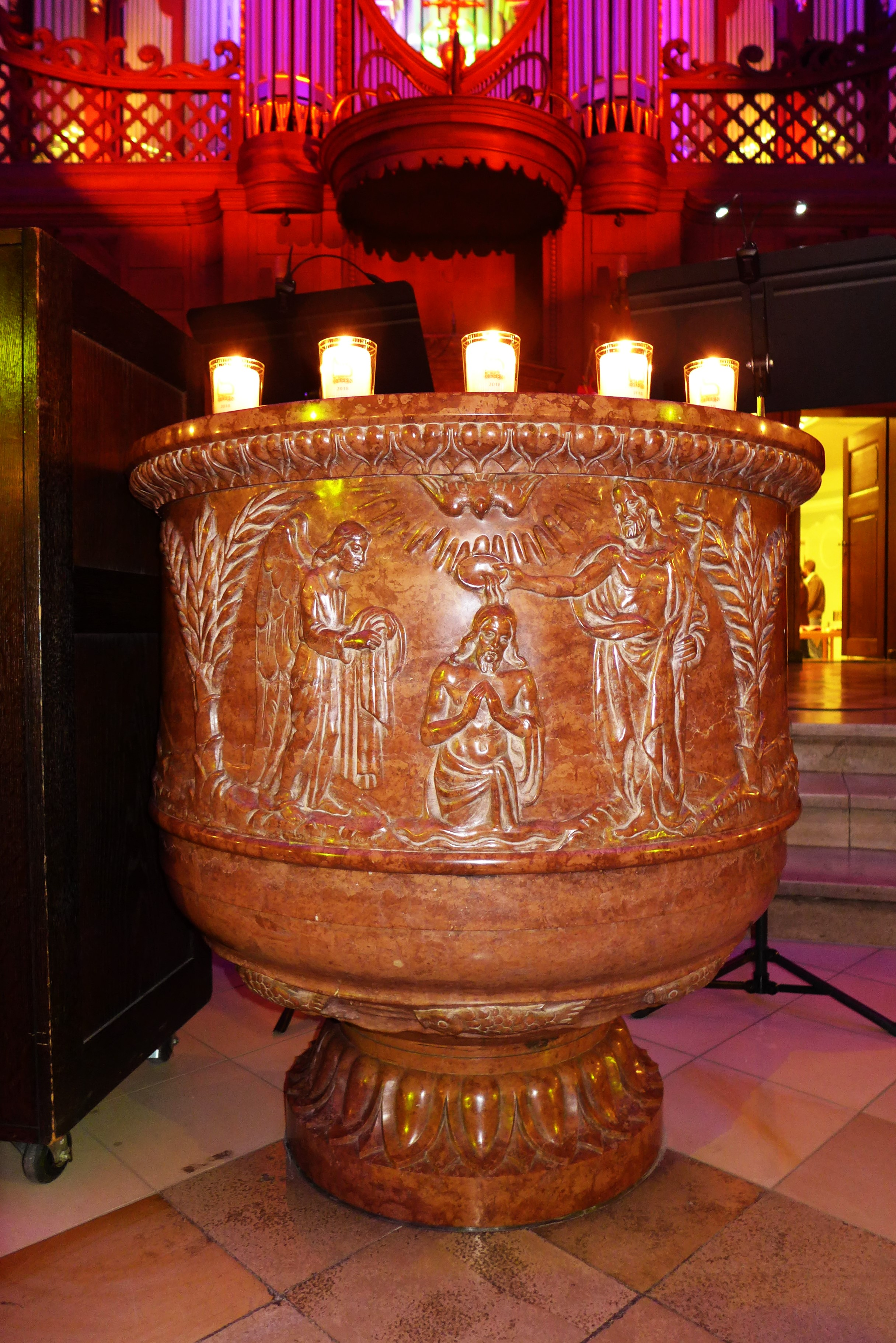
Taufbecken mit dem Relief der Taufe Jesu
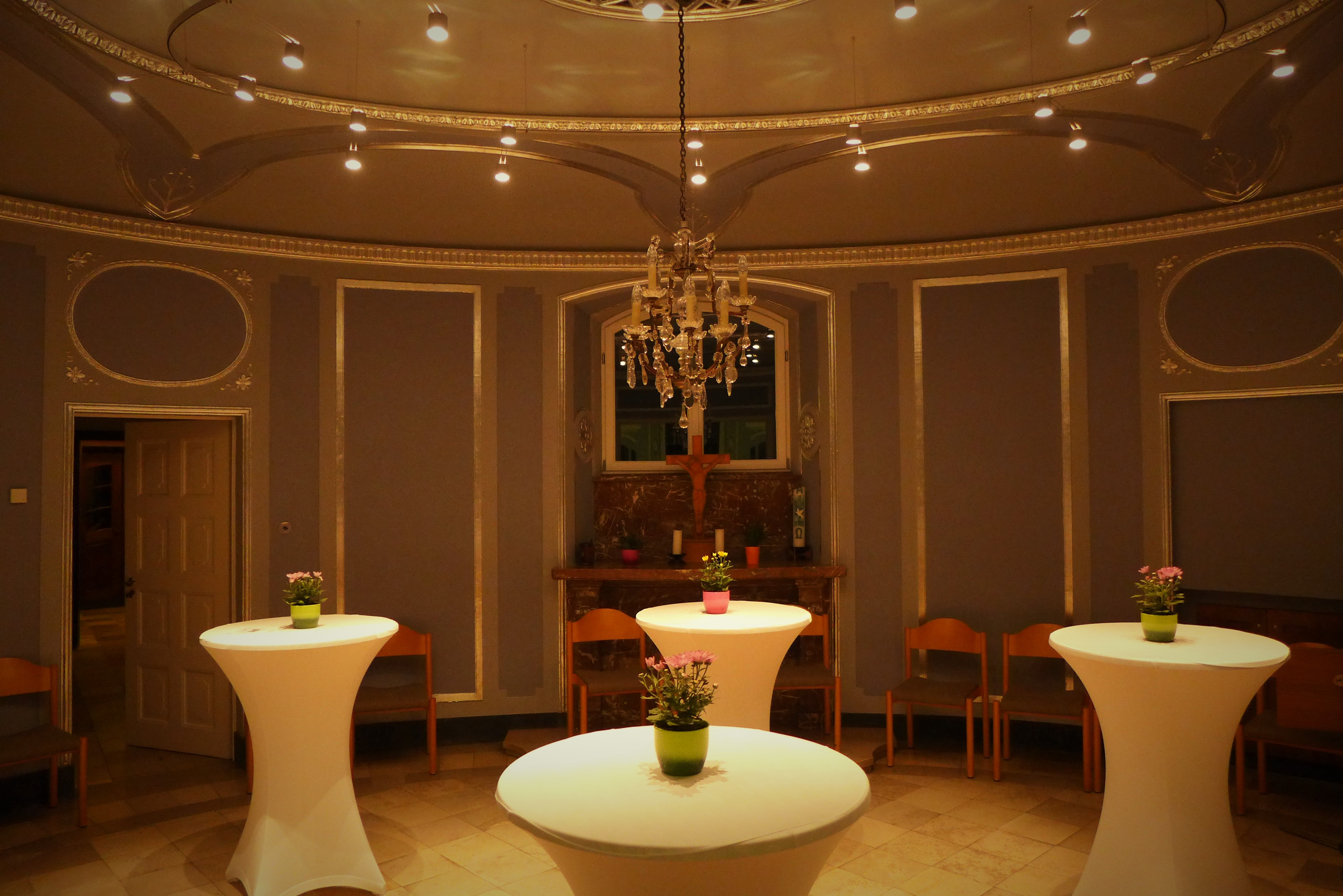
Traukapelle
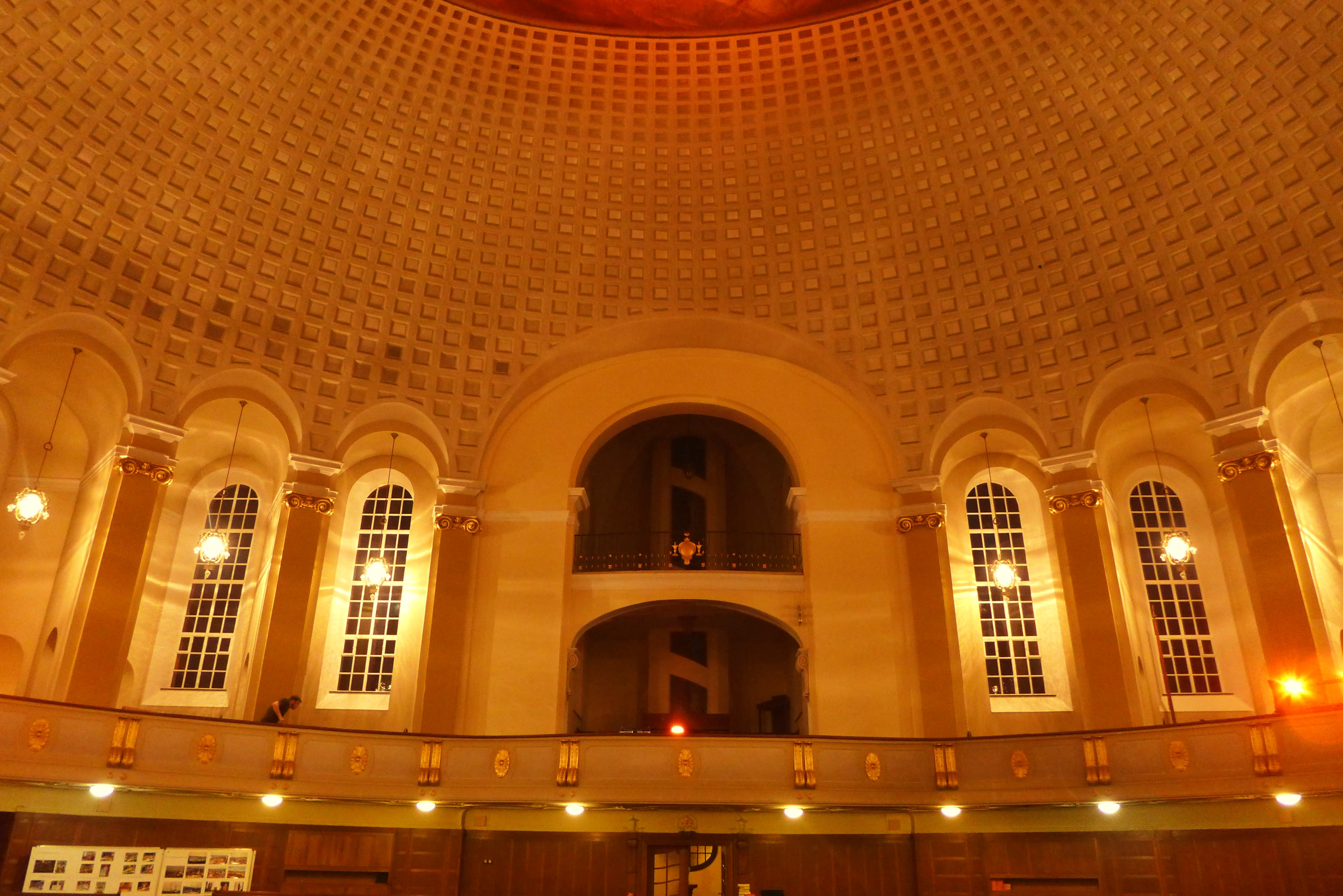
Doppelstöckige Turmempore

### Kirchenäußeres

Fassadenplastiken der Versöhnungskirche
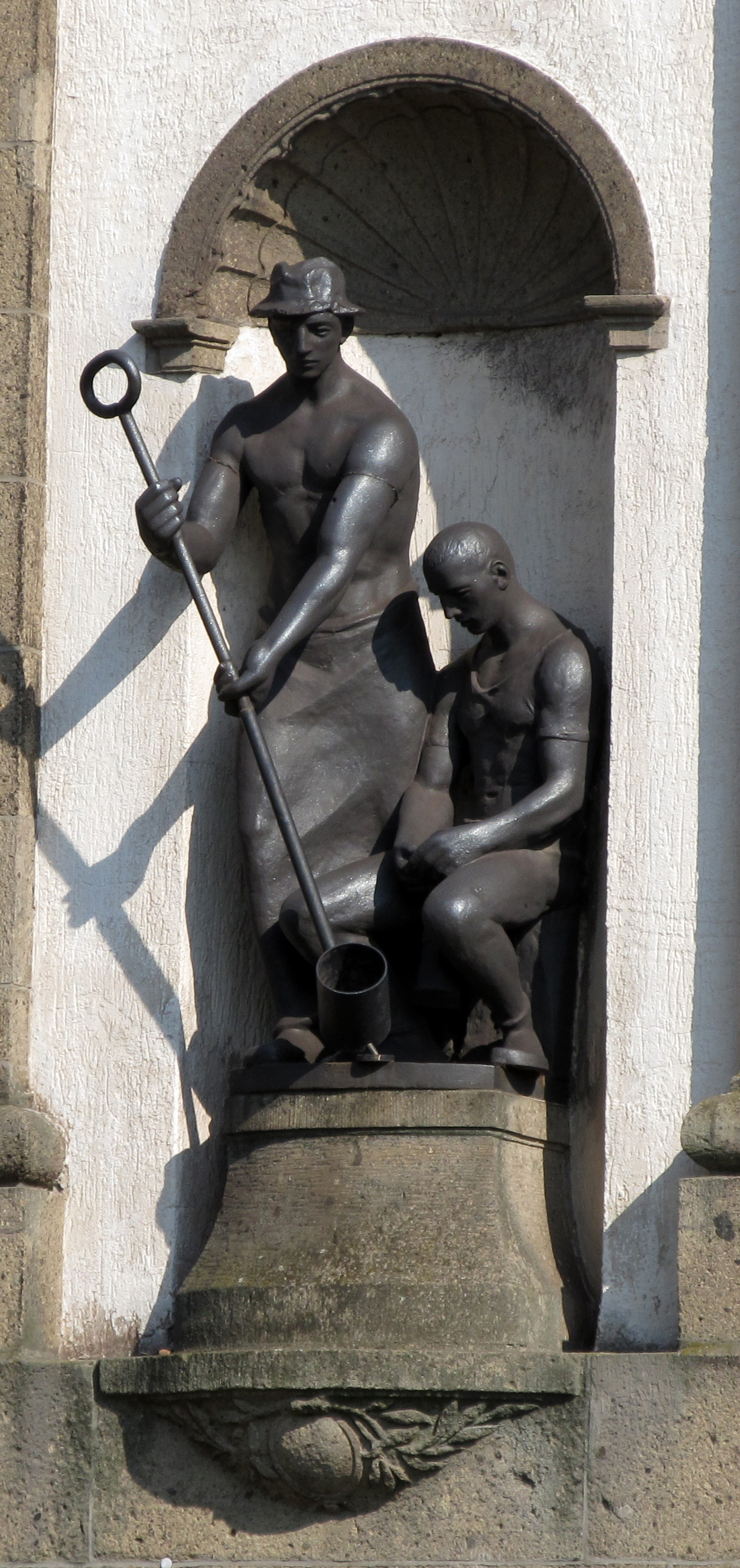
Fassadenplastik „Arbeit“
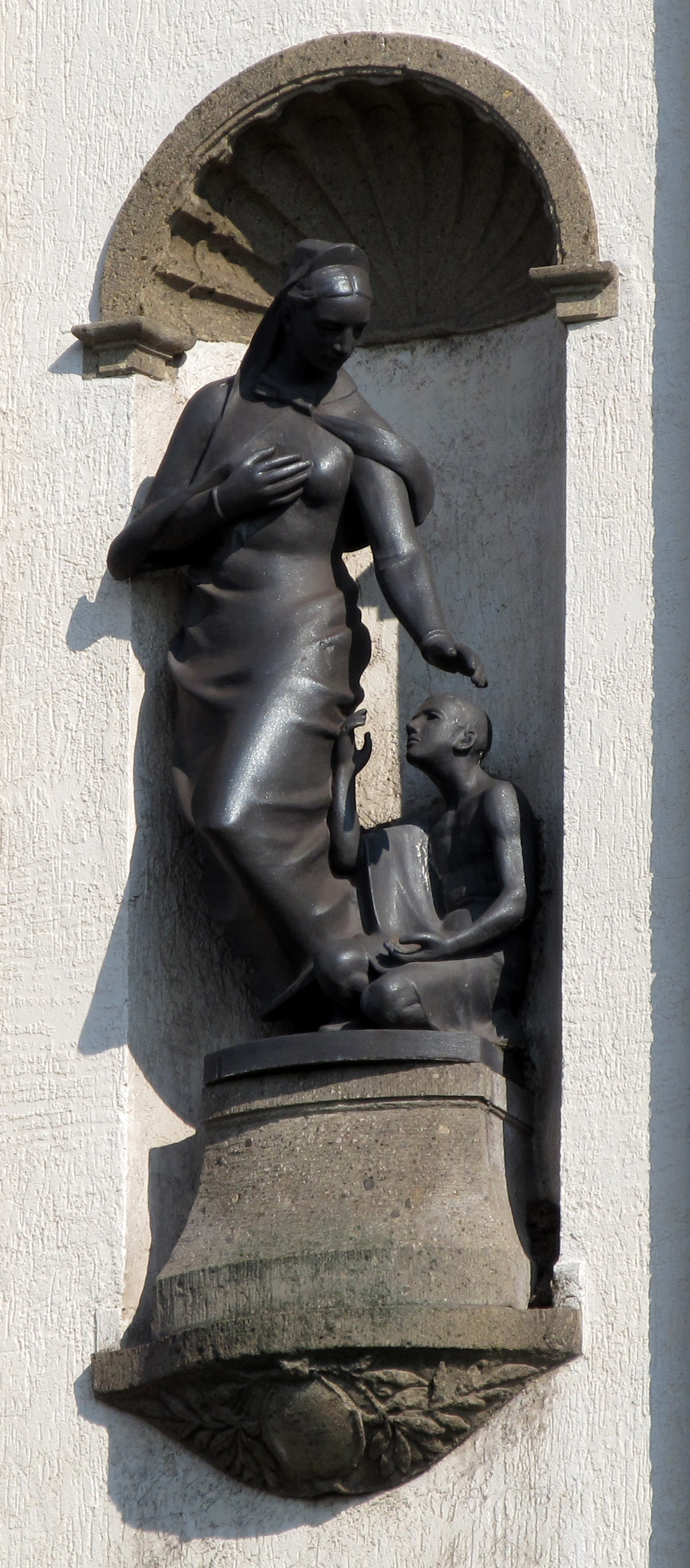
Fassadenplastik „Barmherzigkeit“
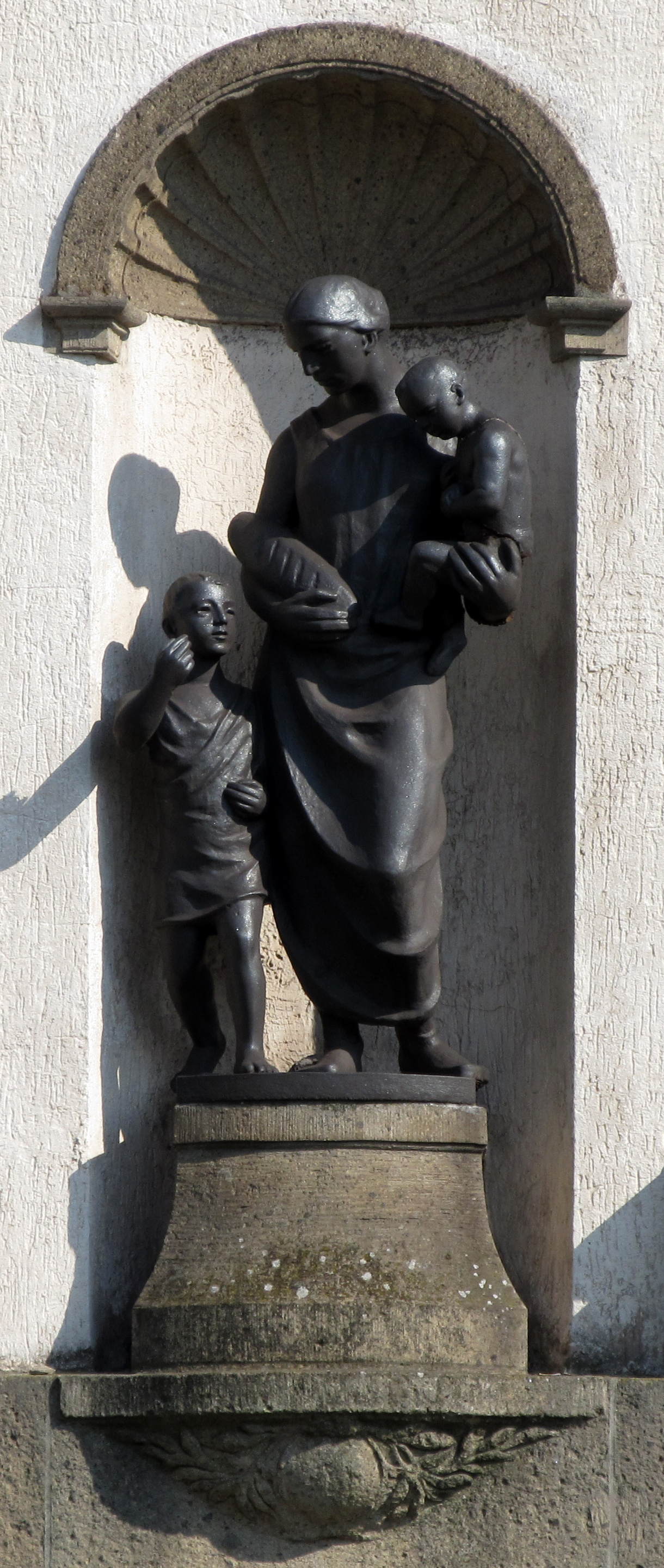
Fassadenplastik „Liebe“
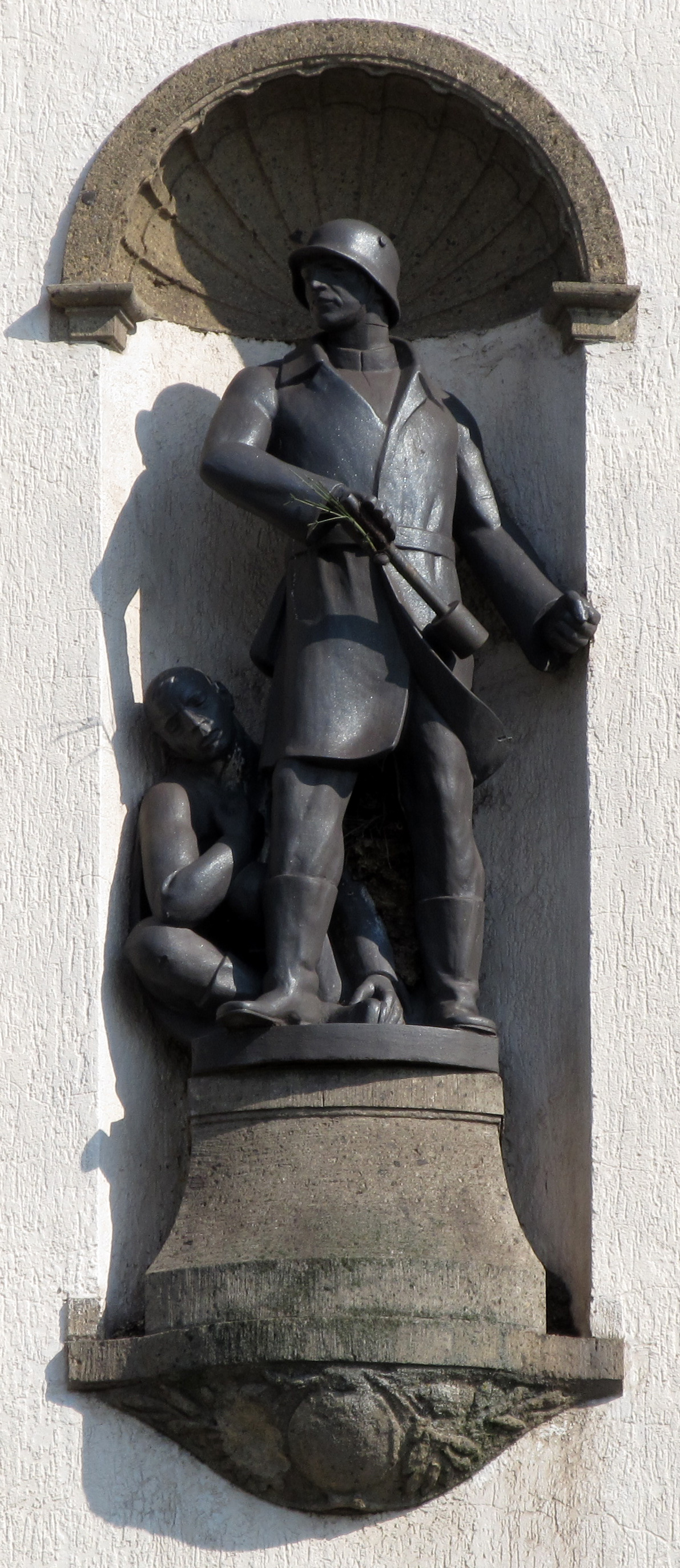
Fassadenplastik „Treue“
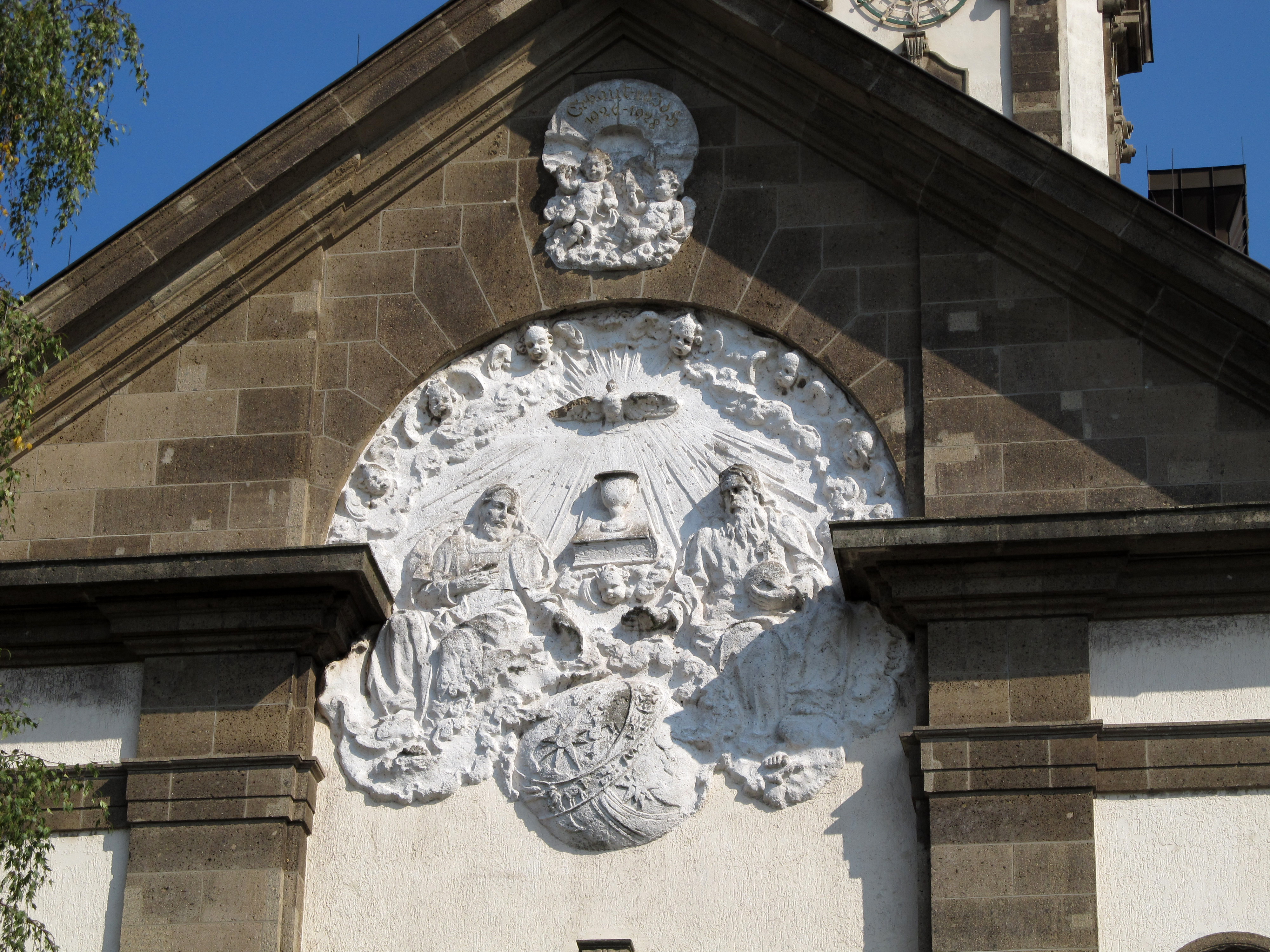
Giebelrelief „Die Dreifaltigkeit segnet das Weltall“

Die Modelle für sämtliche Bildhauerarbeiten stammen von dem Heidelberger Bildhauer Wilhelm Rahtz und wurden von A. Kuhn (Saarbrücken) ausgeführt. Zu diesen Arbeiten zählt das halbkreisförmige Relief am Giebelfeld der Westseite, die das Universum behütende Dreieinigkeit Gottes in einem Kreis lobender Engel zeigt und im Zentrum die Darstellungen von Bibel und Kelch als Sinnbilder von Wort und Sakrament. Das Relief thematisiert die lutherische Erlösungstheologie, wonach der Mensch allein durch die biblische Schrift (sola scriptura, lat. „allein durch die Schrift“) Kunde vom Erlösungswillen Gottes erhält, durch den Kreuzestod Christi (solus Christus, lat. „allein durch Christus“) erlöst wird, wenn er sich vertrauensvoll (sola fide, lat. „allein durch Glauben“) der göttlichen Gnade („sola gratia“, lat. „allein durch die Gnade“) anvertraut.
Die Turm-Kapitelle wurden von dem Bildhauer Lorscheider (Schiffweiler) ausgeführt.
Bildhauer Viktor Funk (München) entwarf vier gusseiserne Figuren, die 1935 in der Völklinger Hütte gegossen wurden. Sie waren eine Stiftung der Familie Röchling und sind rechts und links der Mittelachse des halbkreisförmigen Reliefs am Giebelfeld der Westseite symmetrisch angeordnet. Sie stellen Allegorien der Arbeit (Eisengießer), der Liebe (Mutter mit Kind), der Barmherzigkeit (Krankenschwester) und der Treue (Soldat mit Handgranate, einen verwundeten Kameraden schützend) dar. Letztere Figur ist seit 1945 immer wieder umstritten. So wurde im Jahr 1984 die Handgranate während einer Restaurierung abgesägt, aber auf Beschluss des Presbyteriums im Jahr 1985 wieder angeschweißt.
In einer Nische im Turm befindet sich eine Statue von Martin Luther. Als Dekoration über allen Eingängen sind Lutherrosen angebracht.
Bei der Kirche befanden sich die unter Denkmalschutz stehenden Grabdenkmäler von Leopoldina Dorothea van den Broek (1819) und Matthias Raspiller (1832), sie sind heute im Bürgerpark zu finden.

## Orgel

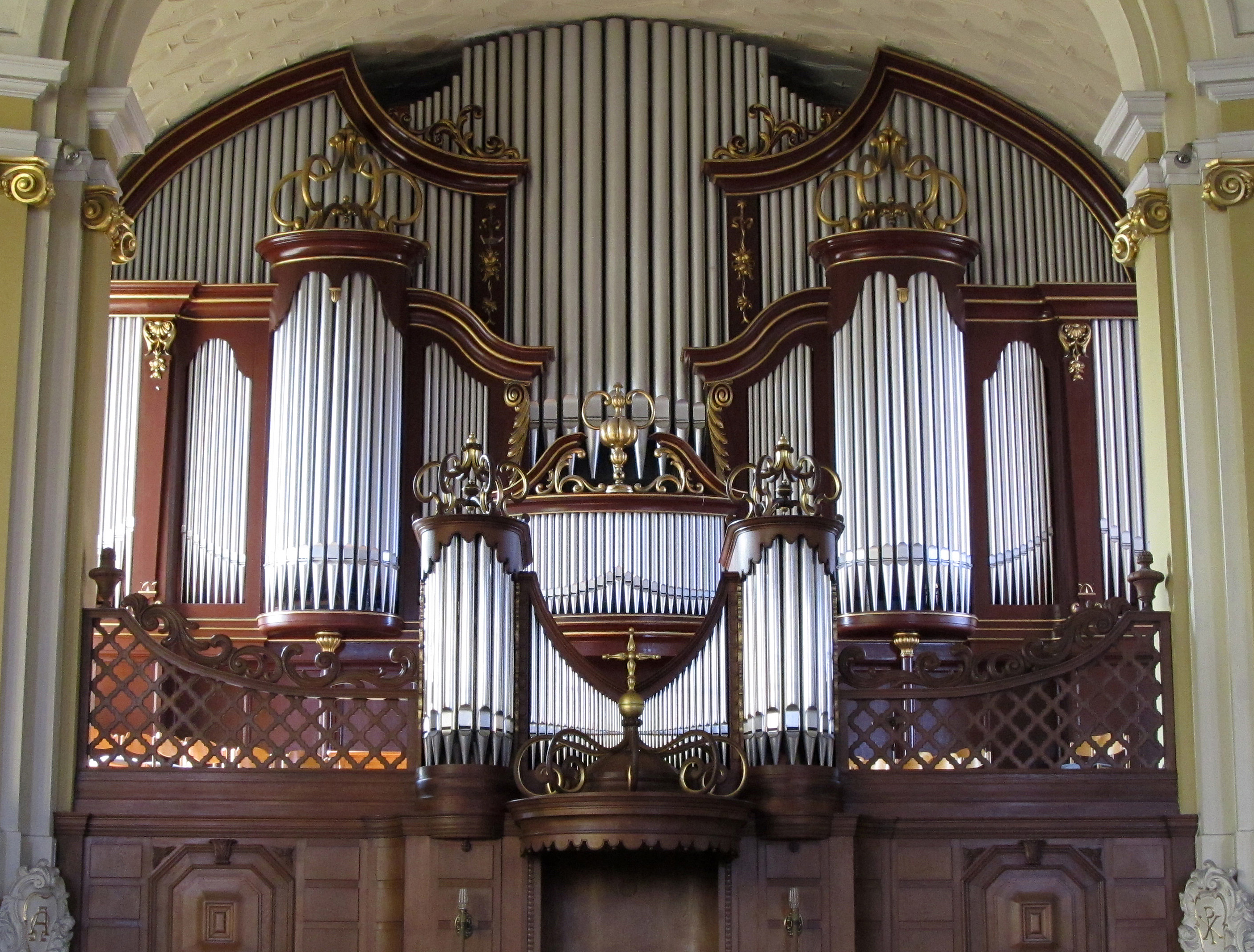
Orgelprospekt

Die Orgel der Kirche wurde 1930 von der Orgelbauwerkstatt E. F. Walcker & Cie. (Ludwigsburg) als opus 2257 erbaut. Der damalige Kirchenmusikdirektor Karl Rahner sprach von „Vorbild“ und „Richtung weisend für den Orgelbau im ganzen Saarland“ bezogen auf die Adaption der Elsässischen Orgelreform sowie von „Walkers Freiburger Praetorius-Orgel“. Die technische Einrichtung des Instruments zeigte sich als sehr störungsanfällig und wies schon bald Defekte auf. In den 1970er Jahren war die Orgel schließlich unspielbar geworden, sodass 1979 eine Restaurierung durch die Orgelbauwerkstatt Karl Schuke (Berlin) erfolgte. Bei den Restaurierungsmaßnahmen blieb das Pfeifenmaterial und das nach der romantischen Tradition ausgerichtete Klangkonzept im Wesentlichen unangetastet, die technische Anlage wurde aber modernisiert. Anstelle der ursprünglichen Taschenladen und elektropneumatischen Traktur wurde die Orgel mit Schleifladen mit mechanischer Spieltraktur und elektrischer Registertraktur ausgestattet. Alle Oktavkoppeln wurden entfernt, als Ersatz für die Superoktavkoppeln mehrere Mixturen um zusätzliche Chöre erweitert und einzelne Register ergänzt. An die Stelle der drei Freien Kombinationen und des Tutti-Knopfs setzte man vier Setzerkombinationen plus Registerfessel.
Die Orgel verfügt über 53 Register und zusätzlich eine Extension, verteilt auf drei Manuale und Pedal. Sie nimmt die ganze Breite der Kirche ein, dazu kommt ein Rückpositiv. Bei einer Überholung und Restaurierung in den Jahren 2015/2016 durch Schuke wurde die einfache Setzeranlage durch eine moderne mit wesentlich mehr Speichermöglichkeiten ersetzt.
| I Rückpositiv C–g3 |                   |       |
| 01.                | Prinzipal         | 8′    |
| 02.                | Rohrgedackt       | 8′    |
| 03.                | Quintadena        | 8′    |
| 04.                | Oktave            | 4′    |
| 05.                | Blockflöte        | 4′    |
| 06.                | Schwegel          | 2′    |
| 07.                | Sesquialtera II 0 |       |
| 08.                | Quinte            | 1 ⁄3′ |
| 09.                | Scharff III–V     |       |
| 10.                | Cymbel III        |       |
| 11.                | Krummhorn         | 8′    |
| 12.                | Regal             | 4′    |
|                    | Tremulant         |       |

| II Hauptwerk C–g3 |                          |        |
| 13.               | Nachthorn                | 16′    |
| 14.               | Prinzipal                | 08′    |
| 15.               | Bordun                   | 08′    |
| 16.               | Flûte harmonique         | 08′    |
| 17.               | Gemshorn                 | 08′    |
| 18.               | Oktave                   | 04′    |
| 19.               | Flöte                    | 04′    |
| 20.               | Quinte                   | 02 ⁄3′ |
| 21.               | Oktave                   | 02′    |
| 22.               | Cornett III–IV (ab c2) 0 |        |
| 23.               | Mixtur IV–VI             |        |
| 24.               | Scharff IV               |        |
| 25.               | Fagott                   | 16′    |
| 26.               | Trompete                 | 08′    |

| III Schwellwerk C–g3 |               |         |
| 27.                  | Gedackt       | 16′     |
| 28.                  | Prinzipal     | 08′     |
| 29.                  | Traversflöte  | 08′     |
| 30.                  | Salizional    | 08′     |
| 31.                  | Vox coelestis | 08′     |
| 32.                  | Oktave        | 04′     |
| 33.                  | Nachthorn     | 04′     |
| 34.                  | Quintadena    | 04′     |
| 35.                  | Quinte        | 02 ⁄3′  |
| 36.                  | Waldflöte     | 02′     |
| 37.                  | Terz          | 01 3⁄5′ |
| 38.                  | Sifflöte      | 01′     |
| 39.                  | Mixtur V–VII  |         |
| 40.                  | Oboe          | 08′     |
| 41.                  | Schalmei      | 04′     |
|                      | Tremulant     |         |

| Pedal C–f1 |                        |     |
|            | Untersatz (aus Nr. 44) | 32′ |
| 42.        | Prinzipal              | 16′ |
| 43.        | Kontrabass 0           | 16′ |
| 44.        | Subbass                | 16′ |
| 45.        | Oktave                 | 08′ |
| 46.        | Bassflöte              | 08′ |
| 47.        | Oktave                 | 04′ |
| 48.        | Nachthorn              | 02′ |
| 49.        | Mixtur VI              |     |
| 50.        | Posaune                | 16′ |
| 51.        | Trompete               | 08′ |
| 52.        | Klarine                | 04′ |
| 53.        | Kornett                | 02′ |

- Koppeln: I/II, III/I, III/II, I/P, II/P, III/P
- Spielhilfen: 1930:[13] Handregister, Tutti, Generalkoppel, 32′ + 16′ + Unterkoppeln ab, Zungen ab, Pedalregister ab, Schweller III, Crescendo-Walze, Handregister ab, Walze ab, Normalkoppeln aus der Walze, Zungen aus der Walze; 1979[10]: 4 Setzerkombinationen, Registerfessel, Einzelabsteller Zungen; 2016: moderne Setzeranlage[12]

## Glocken
Ein fünfstimmiges Glockengeläut hängt im Kirchturm der Versöhnungskirche. Die Glocken wurden 1954 von der Glockengießerei Mabilon gegossen. Sie tragen folgende Namen:
1. Betglocke (Schlagton es1), 2. Jugendglocke (f1), 3. Sterbeglocke (as1), 4. Kinderglocke (b1), 5. Jubelglocke (e2).